# Bridgeport (Nebraska)
Bridgeport és una població dels Estats Units a l'estat de Nebraska. Segons el cens del 2000 tenia 1.594 habitants.

## Demografia
Segons el cens del 2000, Bridgeport tenia 1.594 habitants, 654 habitatges, i 419 famílies. La densitat de població era de 647,8 habitants per km².
Dels 654 habitatges en un 30,6% hi vivien nens de menys de 18 anys, en un 53,2% hi vivien parelles casades, en un 7,5% dones solteres, i en un 35,8% no eren unitats familiars. En el 32,9% dels habitatges hi vivien persones soles el 15,9% de les quals corresponia a persones de 65 anys o més que vivien soles. El nombre mitjà de persones vivint en cada habitatge era de 2,38 i el nombre mitjà de persones que vivien en cada família era de 3,03.
Per edats la població es repartia de la següent manera: un 26,1% tenia menys de 18 anys, un 7,3% entre 18 i 24, un 25,2% entre 25 i 44, un 22,5% de 45 a 60 i un 18,9% 65 anys o més.
L'edat mediana era de 39 anys. Per cada 100 dones de 18 o més anys hi havia 88,8 homes.
La renda mediana per habitatge era de 29.527 $ i la renda mediana per família de 37.813 $. Els homes tenien una renda mediana de 30.037 $ mentre que les dones 18.500 $. La renda per capita de la població era de 14.320 $. Aproximadament el 7,7% de les famílies i el 12% de la població estaven per davall del llindar de pobresa.

## Poblacions més properes
El següent diagrama mostra les poblacions més properes.